# Чемпионат Японии по волейболу среди мужчин
Чемпионат Японии по волейболу среди мужчин — ежегодное соревнование мужских волейбольных команд Японии. Проводится с 1921 года по азиатскому варианту игры (9х9) и с 1968 года по классическому варианту волейбола (6х6).
Организатором является SV-Лига (в 1967—1994 — Японская волейбольная лига, 1994—2024 — V-Лига), проводящая чемпионат в двух дивизионах — SV-премьер-лиге и SV-челендж-лиге.

## Формула соревнований
Чемпионат 2024/25 в SV-премьер-лиге включал два этапа — предварительный и плей-офф. На предварительной стадии команды играли в 5 кругов. По её результатам 6 команд вышли в плей-офф (две лучшие — напрямую в полуфинал) и далее разыграли призовые места. Серии матчей плей-офф проводились до двух побед одного из соперников.
За победы со счётом 3:0 и 3:1 команды получают по 3 очка, за победы 3:2 — 2, за поражения 2:3 — 1 очко, за поражения 1:3 и 0:3 очки не начисляются.
В чемпионате 2024/25 в SV-премьер-лиге участвовало 10 команд: «Осака Блютеон» (Осака), «Сунтори Санбёрдз» (Осака), «Нагоя Вулф Догз» (Нагоя), «JTEKT Стингс» (Кария), «Токио Грейтбёрз» (Токио), «Хиросима Тандерз» (Хиросима), «Ниппон Стил Сакаи Блейзерс» (Сакаи), «Торэй Эрроуз» (Мисима), «Ворис Хоккайдо» (Асахикава), «Нагано Трайдентс» (Нагано). Чемпионский титул выиграла команда «Сунтори Санбёрдз», победившая в финале «JTEKT Стингс» 2-0 (3:2, 3:0). 3-е место заняла «Осака Блютеон».

## Чемпионы
| - 1968 «Яхата Стил» Китакюсю - 1969 «Нихон Кукан» Фукуяма - 1970 «Нихон Кукан» Фукуяма - 1971 «Нихон Кукан» Фукуяма - 1972 «Мацусита Дэни» Хираката - 1973 «Нихон Кукан» Фукуяма - 1974 «Син-Нихон Стил» Сакаи - 1975 «Син-Нихон Стил» Сакаи - 1976 «Син-Нихон Стил» Сакаи - 1977 «Син-Нихон Стил» Сакаи - 1978 «Нихон Кукан» Фукуяма - 1979 «Син-Нихон Стил» Сакаи - 1980 «Син-Нихон Стил» Сакаи - 1981 «Син-Нихон Стил» Сакаи - 1982 «Фудзи Фото Филм» Сендай - 1983 «Син-Нихон Стил» Сакаи - 1984 «Фудзи Фото Филм» Сендай - 1985 «Фудзи Фото Филм» Сендай - 1986 «Фудзи Фото Филм» Сендай - 1987 «Фудзи Фото Филм» Сендай - 1988 «Фудзи Фото Филм» Сендай - 1989 «Син-Нихон Стил» Сакаи - 1990 «Син-Нихон Стил» Сакаи - 1991 «Син-Нихон Стил» Сакаи - 1992 НЭК Футю - 1993 «Фудзи Фото Филм» Сендай - 1994 «НЭК Блю Рокетс» Футю - 1995 «Сунтори Санбёрдз» Осака - 1996 «НЭК Блю Рокетс» Футю | - 1997 «Осака Блейзерс Сакаи» Сакаи - 1998 «Осака Блейзерс Сакаи» Сакаи - 1999 «НЭК Блю Рокетс» Футю - 2000 «Сунтори Санбёрдз» Осака - 2001 «Сунтори Санбёрдз» Осака - 2002 «Сунтори Санбёрдз» Осака - 2003 «Сунтори Санбёрдз» Осака - 2004 «Сунтори Санбёрдз» Осака - 2005 «Торэй Эрроуз» Мисима - 2006 «Осака Блейзерс Сакаи» Сакаи - 2007 «Сунтори Санбёрдз» Осака - 2008 «Панасоник Пантерз» Хираката - 2009 «Торэй Эрроуз» Мисима - 2010 «Панасоник Пантерз» Хираката - 2011 «Осака Блейзерс Сакаи» Сакаи - 2012 «Панасоник Пантерз» Хираката - 2013 «Осака Блейзерс Сакаи» Сакаи - 2014 «Панасоник Пантерз» Хираката - 2015 «ДжТ Тандерз» Хиросима - 2016 «Тоёда Госэй Трефуэрца» Инадзава - 2017 «Торэй Эрроуз» Мисима - 2018 «Панасоник Пантерз» Хираката - 2019 «Панасоник Пантерз» Хираката - 2020 «JTEKT Стингс» Кария - 2021 «Сунтори Санбёрдз» Осака - 2022 «Сунтори Санбёрдз» Осака - 2023 «Нагоя Вулф Догз» Нагоя - 2024 «Сунтори Санбёрдз» Осака - 2025 «Сунтори Санбёрдз» Осака |